# ABI1
ABI1 (англ. Abl interactor 1) – білок, який кодується однойменним геном, розташованим у людей на короткому плечі 10-ї хромосоми. Довжина поліпептидного ланцюга білка становить 508 амінокислот, а молекулярна маса — 55 081.
| 10         |  | 20         |  | 30         |  | 40         |  | 50         |
| ---------- |  | ---------- |  | ---------- |  | ---------- |  | ---------- |
| MAELQMLLEE |  | EIPSGKRALI |  | ESYQNLTRVA |  | DYCENNYIQA |  | TDKRKALEET |
| KAYTTQSLAS |  | VAYQINALAN |  | NVLQLLDIQA |  | SQLRRMESSI |  | NHISQTVDIH |
| KEKVARREIG |  | ILTTNKNTSR |  | THKIIAPANM |  | ERPVRYIRKP |  | IDYTVLDDVG |
| HGVKWLKAKH |  | GNNQPARTGT |  | LSRTNPPTQK |  | PPSPPMSGRG |  | TLGRNTPYKT |
| LEPVKPPTVP |  | NDYMTSPARL |  | GSQHSPGRTA |  | SLNQRPRTHS |  | GSSGGSGSRE |
| NSGSSSIGIP |  | IAVPTPSPPT |  | IGPENISVPP |  | PSGAPPAPPL |  | APLLPVSTVI |
| AAPGSAPGSQ |  | YGTMTRQISR |  | HNSTTSSTSS |  | GGYRRTPSVT |  | AQFSAQPHVN |
| GGPLYSQNSI |  | SIAPPPPPMP |  | QLTPQIPLTG |  | FVARVQENIA |  | DSPTPPPPPP |
| PDDIPMFDDS |  | PPPPPPPPVD |  | YEDEEAAVVQ |  | YNDPYADGDP |  | AWAPKNYIEK |
| VVAIYDYTKD |  | KDDELSFMEG |  | AIIYVIKKND |  | DGWYEGVCNR |  | VTGLFPGNYV |
| ESIMHYTD   |  |            |  |            |  |            |  |            |

A: Аланін

C: Цистеїн

D: Аспарагінова кислота

E: Глутамінова кислота

F: Фенілаланін

G: Гліцин

H: Гістидин

I: Ізолейцин

K: Лізин

L: Лейцин

M: Метіонін

N: Аспарагін

P: Пролін

Q: Глутамін

R: Аргінін

S: Серин

T: Треонін

V: Валін

W: Триптофан

Кодований геном білок за функцією належить до фосфопротеїнів. 
Задіяний у таких біологічних процесах, як взаємодія хазяїн-вірус, ацетилювання, альтернативний сплайсинг. 
Локалізований у клітинній мембрані, цитоплазмі, цитоскелеті, ядрі, мембрані, клітинних контактах, клітинних відростках, синапсах.